# رؤوف آدیگوزلف
رؤوف آدیگوزلف (ترکی آذربایجانی: Rauf Zülfüqar oğlu Adıgözəlov; ۲۲ نوامبر ۱۹۴۰ – ۲۹ ژوئن ۲۰۰۲) ویولننواز و خواننده آذربایجانی بود. وی فرزند زلفو آدیگوزلف، آوازخوان، و برادر واصف آدیگوزلف، آهنگ‌ساز آذربایجانی بود.

## اویل زندگی
رؤوف آدیگوزلف دانش‌آموخته کنسرواتوار دولتی چایکوفسکی مسکو در سال ۱۹۶۵ بود. پس از آنکه تحصیلات خود را به سرانجام رسانید به آذربایجان بازگشت. او نه تنها در ارکستر سمفونیک آذربایجان شوروی حضور داشت، بلکه کنسرت‌مایستر هم بود.

## فعالیت
از سال ۱۹۷۴ به تدریس در کرسی موسیقی مجلسی آکادمی موسیقی باکو پرداخت. در سال ۱۹۹۲ دانشیار شد. در سال ۱۹۹۷ نام علمی پروفسور را ازآن خود نمود. در سال ۱۹۷۰، بیشتر به عنوان خواننده فعالیت داست. ولی هر از گاهی در قالب گروه موسیقی نیز روی صحنه می‌رفت. موسیقی آذربایجانی و کمدی موزیکال آرشین مال آلان از عزیر حاجی‌بیگف از اهمیت ویژه ای در رپرتوار رؤوف آدیگوزلف برخوردار بود.

## جایزه
در سال ۱۹۹۲، به رؤوف آدیگوزلف نام خادم هنر افتخاری آذربایجان اعطاء شد.